# Domaine d'Ōhama
Le domaine d'Ōhama (大浜藩, Ōhama-han) est un domaine japonais éphémère de l'époque d'Edo situé dans la province de Shinano, actuellement préfecture de Nagano). L'unique daimyo du domaine est Mizuno Tadatomo. Tadatomo, qui a été hatamoto aux grands revenus ayant des possessions à Nagano, province de Shinano, servit comme page puis comme assistant au 10e shogun, Ienari Tokugawa. Quand il fut nommé wakadoshiyori, 5 000 koku furent ajoutés à ses revenus, ce qui fit de lui un fudai daimyo et ses terres devinrent un han formel aux revenus de plus de 10 000 koku.
La famille de Tadatomo fut ultérieurement déplacée au domaine de Numazu où elle résida jusqu'à la restauration de Meiji.

## Source de la traduction
- (en) Cet article est partiellement ou en totalité issu de l’article de Wikipédia en anglais intitulé « Ōhama Domain » (voir la liste des auteurs).